# Словацька греко-католицька церква
Слова́цька гре́ко-католи́цька це́рква (лат. Ecclesia Graeco Catholica Slovacica; словац. Gréckokatolícka cirkev na Slovensku), яку іноді називають, посилаючись на її візантійський обряд, Слова́цькою візанті́йською католи́цькою це́рквою (лат. Byzantinum Ecclesia Catholico Slovacia; словац. Byzantska katolícka cirkev na Slovensku) — східно-католицька митрополія sui iuris, яка знаходиться в повному євхаристійному спілкуванні з Латинською церквою, так і з 22 іншими східно-католицькими церквами, утворюючи разом Католицьку церкву. L'Osservatore Romano 31 січня 2008 р. повідомили, що лише в Словаччині вона налічувала близько 350 000 вірних, 374 священників та 254 парафії. Крім того, Annuario Pontificio в 2012 році передав їй свою канадську єпархію святих Кирила та Методія в Торонто з 2000 вірних, 4 священників та 5 парафій.

## Історія

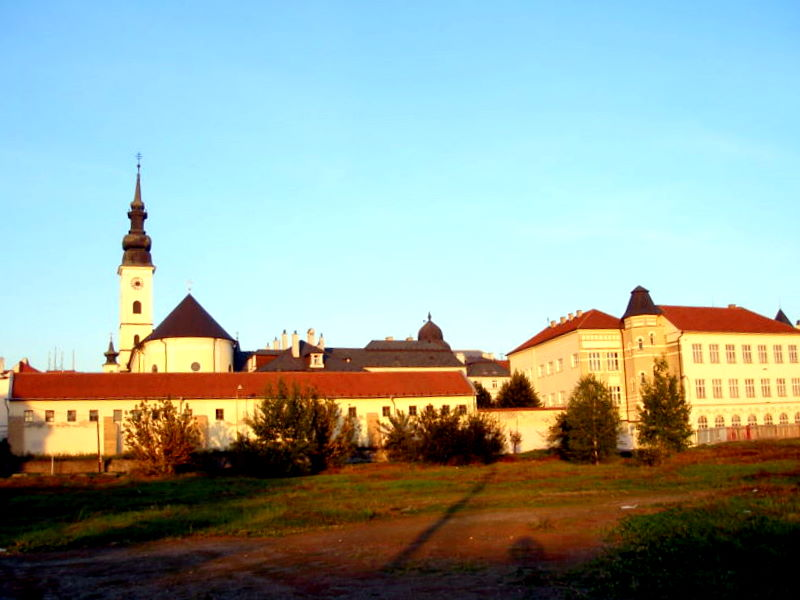
Архиєпископська резиденція в Пряшеві

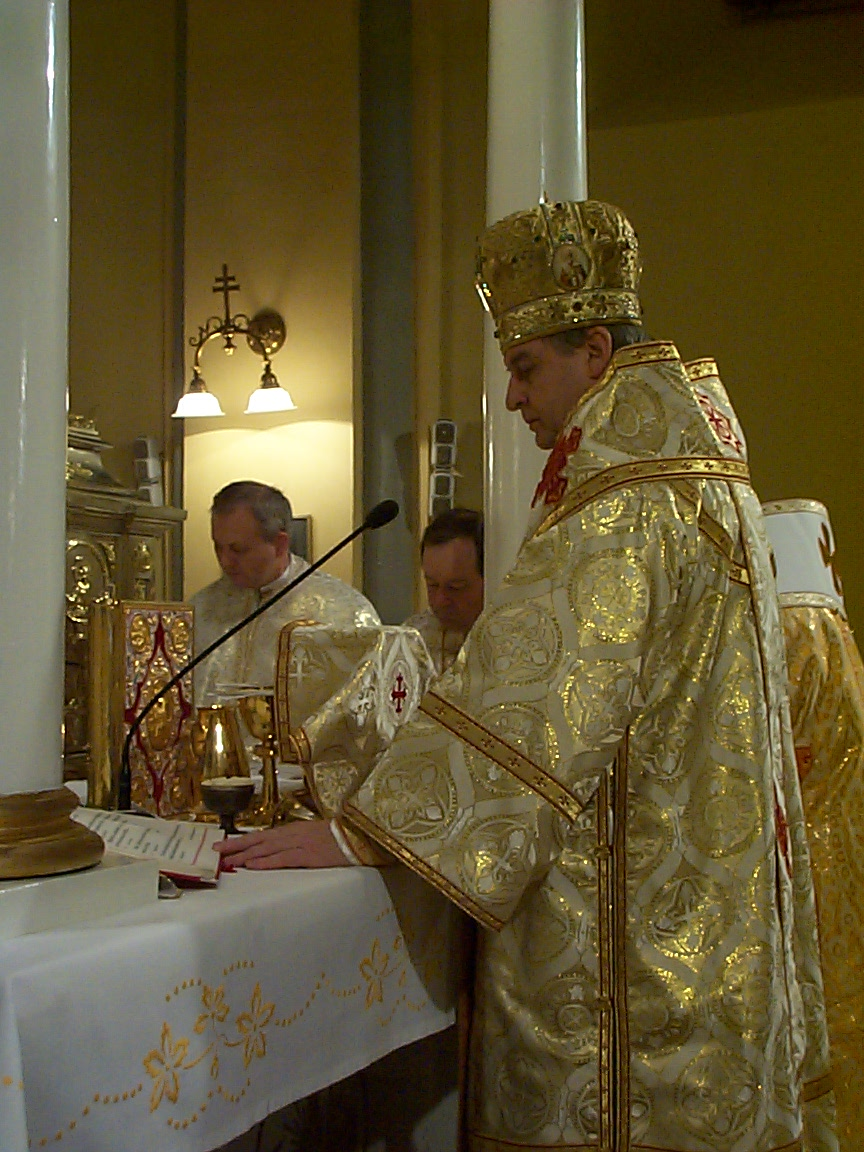
Архиєпископ-митрополит Ян Баб'як

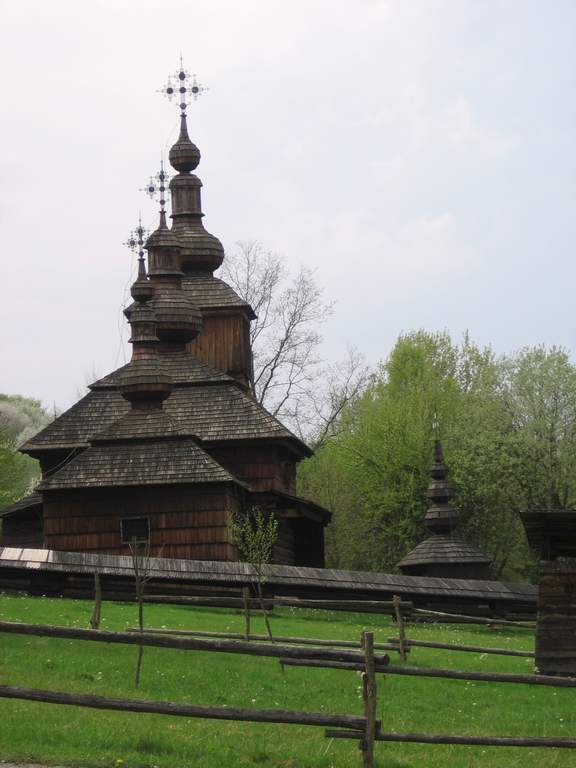
Церква в Свиднику

З часу прийняття Ужгородської унії на території, що включає сучасну Східну Словаччину в 1646 р., входили в склад Мукачівської єпархії. 
Наприкінці Першої світової війни більшість греко-католицьких українців та словаків були включені на територію Чехословаччини, включаючи дві єпархії — Пряшів і Мукачево. Прешовська єпархія, створена 22 вересня 1818 року, була вилучена в 1937 році з юрисдикції угорського предстоятеля і підпорядкована безпосередньо Святому Престолу що поклало початок Словацькій греко-католицькій церкві, тоді як з 21 української парафії Прешовської єпархії, які знаходились в Угорщині, утворений новий екзархат Мішкольця.
Після Другої світової війни мукачівська єпархія на Закарпатті анексована СРСР, таким чином, Прешовська єпархія включала всіх українців греко-католиків, що залишилися в Чехословаччині. Після захоплення комуністами країни, в квітні 1950 в Пряшеві скликаний «синод», на якому п'ять священників і низка мирян підписали документ, в якому проголошували розірвання унії з Римом і прохання отримати її під юрисдикцію Московського патріархату, згодом православної церкви Чехословаччини. Греко-католицький єпископ Блаженний Павло Петро Гойдич з Пряшева разом із його допоміжним службовцем, блаженним Василем Гопком, були ув'язнені, а єпископ Гойдич помер у в'язниці в 1960.
Під час Празької весни 1968 року колишнім греко-католицьким парафіям було дозволено відновити спілкування з Римом. Із 292 залучених парафій 205 проголосували «за». Це була одна з небагатьох реформ Дубчека, яка пережила радянське вторгнення того ж року. Однак більшість їх церковних споруд залишилися в руках православної церкви.
Після повалення комунізму в Оксамитовій революції 1989 року церковне майно поступово поверталося Словацькій греко-католицькій церкві. Цей процес майже завершений до 1993, на рік після розпаду Чехословаччини на Чехію та Словаччину. Для греко-католиків у Чехії створено окремий Апостольський вікаріат, піднесений у 1996 до екзархату, утворюючи таким чином Апостольський екзархат у Чеській Республіці (нині вважається частиною «Русинської» католицької церкви); 2007 Annuario Pontificio вказав, що на той час вона виросла до 177 704 вірних, 37 священиків та 25 парафій.
У самій Словаччині Папа Римський Іван Павло II створив Кошицький Апостольський екзархат у 1997. Папа Бенедикт XVI підняв це до рівня єпархії 30 січня 2008 і одночасно звів нову єпархію Візантійського обряду в Братиславі. Він також підняв Пряшева до рівня столичного престолу, склавши Словацьку греко-католицьку церкву як митрополичу церкву sui iuris.

## Сучасний стан

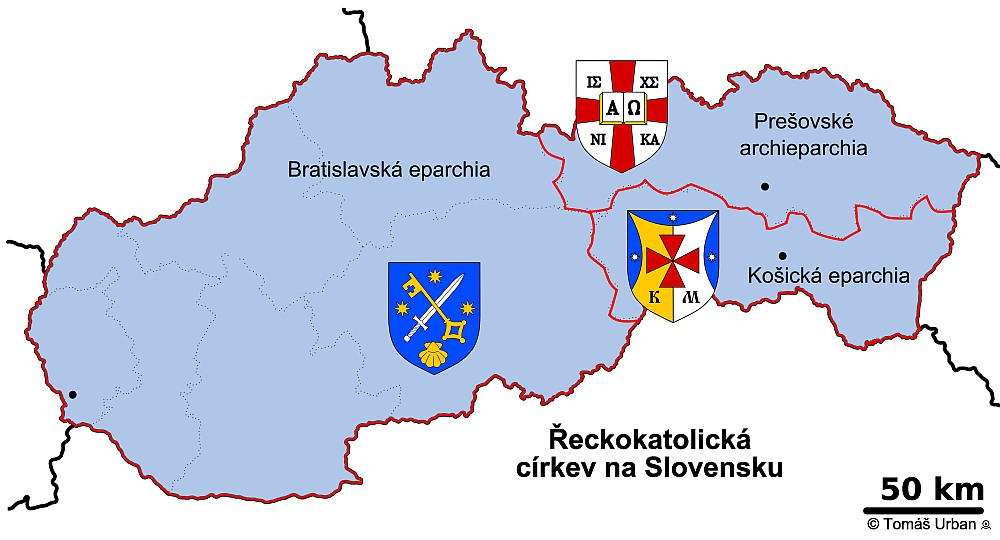
Єпархії у Словаччині

Складається з Пряшівського архиєпархії-митрополії, суфраган по відношенню до якої є єпархії Братислави і Кошиць; а також єпархії в Торонто, Канада. Число членів — 212 тисяч (2016). У Церкви 5 єпископів, 511 священників, 279 парафій, близько 150 ченців. У Словаччині у неї два головних монастирі — в Стропкові і Требишові. Вірні зосереджені в двох краях — Пряшівському і Кошицькому. Переважає греко-католицьке населення лише в одному окрузі Словаччини — Меджилабірці (56 %). Очолює церкву архиєпископ-митрополит Йона Йозеф Максім

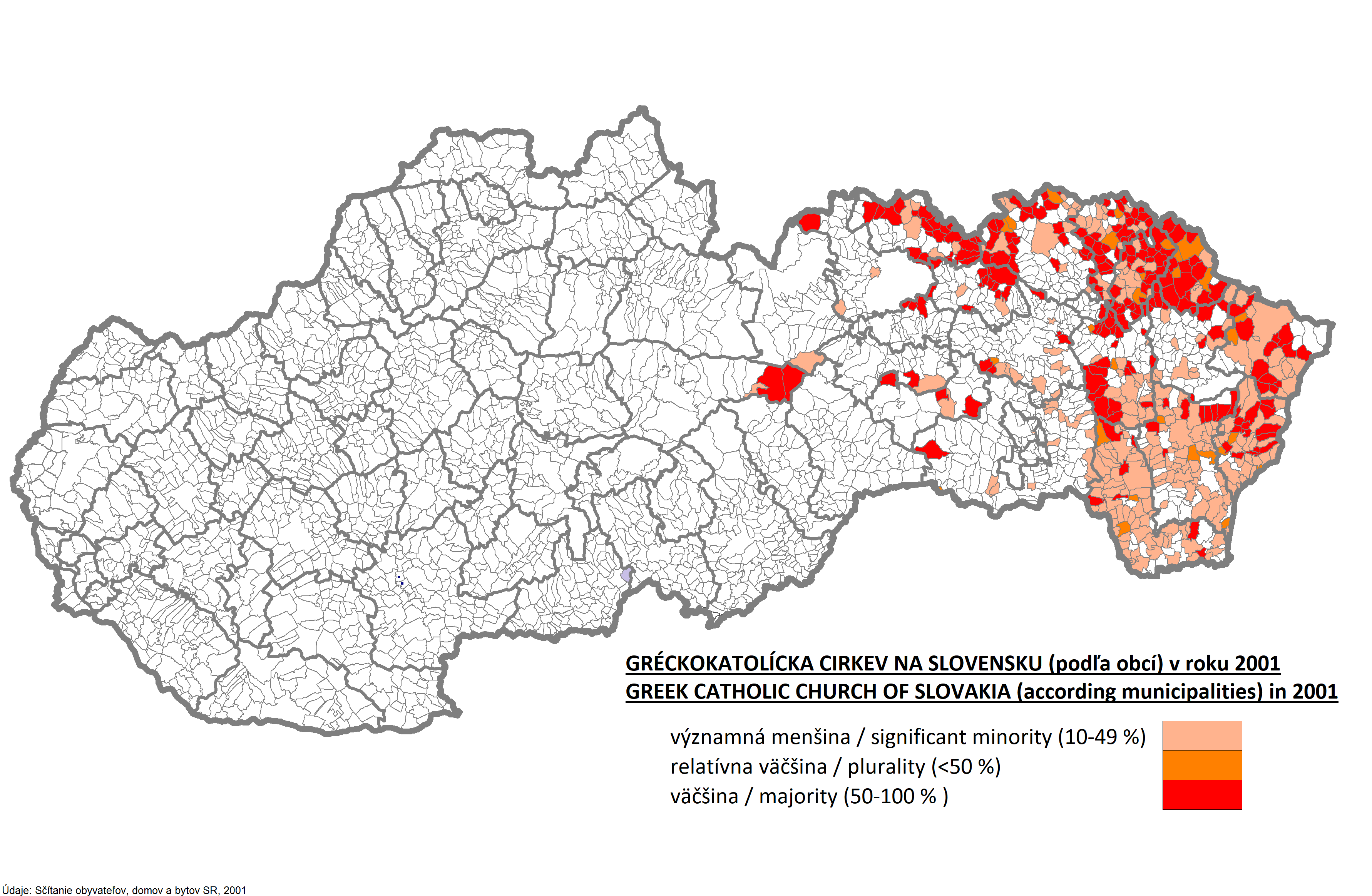
Частка вірян греко-католиків у громадах Словаччини

Хоча історично більшість віруючих були русинами, у даний час значна їх частина вважає себе словаками. Як богослужіння, так і релігійні тексти — словацькою мовою. Священик Франтішек Крайняк з невеликою групою однодумців перекладає релігійні тексти русинською мовою, однак за межами його єпархії в селі Камюнка русинську мову в церкві не використовують.

### Архиєпархія Пряшева
- Заснована: 22 вересня 1818 як єпархія

- Отримала ранг архиєпархії: 30 січня 2008 року

- Глава: Архиєпископ-митрополит Йона Йозеф Максім (С. У.)

- Центр: Катедральний собор Івана Хрестителя

- Число вірних: 115 600

- Парафій: 165

- Священнослужителів: 302

### Єпархія Кошиць
Заснована 21 лютого 1997 як апостольський екзархат. Отримала ранг єпархії: 30 січня 2008 року
- Глава: Архієпископ Кирил Васіль (S.J.)

- Центр: Храм Пресвятої Богородиці, Кошиці

- Число вірних: 74 734

- Парафій: 94

- Священнослужителів: 179

- Центри: Кошиці, Міхаловце, Собранце, Спішська Нова Вес, Требішов, Вельке Капушани

- Монастирі: Требішов, Сечовце, Міхаловце

### Єпархія Братислави
- Заснована: 30 січня 2008 року

- Глава: Єпископ Петер Руснак

- Центр: Храм Воздвиження Св. Хреста, Братислава

- Число вірних: 16, 986

- Парафій: 15

- Священнослужителів: 19

### Торонтська єпархія
Екзархат святих Кирила і Методія в Торонто заснований 13 жовтня 1980 року як незалежна єпархія, яка 3 березня 2022 року була зредукована до рангу екзархату. Екзархат належить до Піттсбурзької митрополії Русинської греко-католицької церкви.
- Глава: Курт Барнетт, апостольський адміністратор

- Центр: Храм Різдва Богородиці

- Число вірних: 4 500

- Парафій: 5

- Священнослужителів: 3